# Експресія генів

Експресія генів з подальшою транскрипцією в РНК, з якої відбувається синтез білка.

Експре́сія ге́нів — процес, при якому спадкова інформація генів (нуклеотидна послідовність) використовується для синтезу функціонального продукту: білка або РНК.
Якщо кінцевим продуктом є білок, процес експресії генів називається біосинтезом білків а ген — білок-кодуючим (англ. protein-encoding gene). Процес складається із кроків транскрипції мРНК та її процесингу (кепування, сплайсингу, постранскрипційних модифікацій мРНК), трансляції та посттрансляційної модифікації. В інших випадках, для генів, що не кодують білки, а кодують так звані некодуючі РНК (наприклад, тРНК чи рРНК), набір кроків дещо відрізняється. Для експресії генів може використовуватися як генетична інформація, так і епігенетична. Застарілий термін «реалізація генетичної інформації» посилається тільки на інформацію першого типу, якої, проте, може бути недостатньо для отримання функціонального продукту.
Експресія генів в багатьох випадках активно регулюється, змінюючи час та кількість синтезованого генетичного продукту. Кілька кроків у процесі експресії генів можуть модулюватися, зокрема транскрипція і посттрансляційна модифікація. Регуляція експресії генів надає клітині контроль за кількістю та структурою синтезованих біополімерів і є основою диференціації клітин, морфогенезу і адаптації організму до умов навколишнього середовища. Регулювання експресії генів також може приводити до еволюційних змін.
Процес експресії генів відбувається в організмах усіх живих істот: еукаріотів (у тому числі в багатоклітинних організмах), прокаріотів (у бактерій і архей), а також вірусів — для створення макромолекулярних основ для їх життєдіяльності. Деякі процеси, які відбуваються під час експресії генів можуть модулюватися певними чинниками, наприклад транскрипція, сплайсинг РНК, трансляція і посттрансляційна модифікація білка.
Експресія генів забезпечує підтримання структури та функції клітини, що є основою для диференціації клітин, морфогенезу, а також універсальної адаптованості будь-якого організму до умов існування. Регуляція генів може також служити як субстрат для еволюційних змін, оскільки контроль за часом, місцем і інтенсивністю експресії генів може мати величезний вплив на функції (дію) генів у клітині або у багатоклітинному організмі.
У генетиці, вплив експресії генів розглядається на фундаментальному рівні, адже під час цього процесу під дією генотипу формується фенотип. Генетичний код зберігається у ДНК у вигляді нуклеотидної послідовності «яка інтерпретується» під час експресії генів, а властивості продуктів експресії генів призводить до формування фенотипу організму.